# Elle Fanning

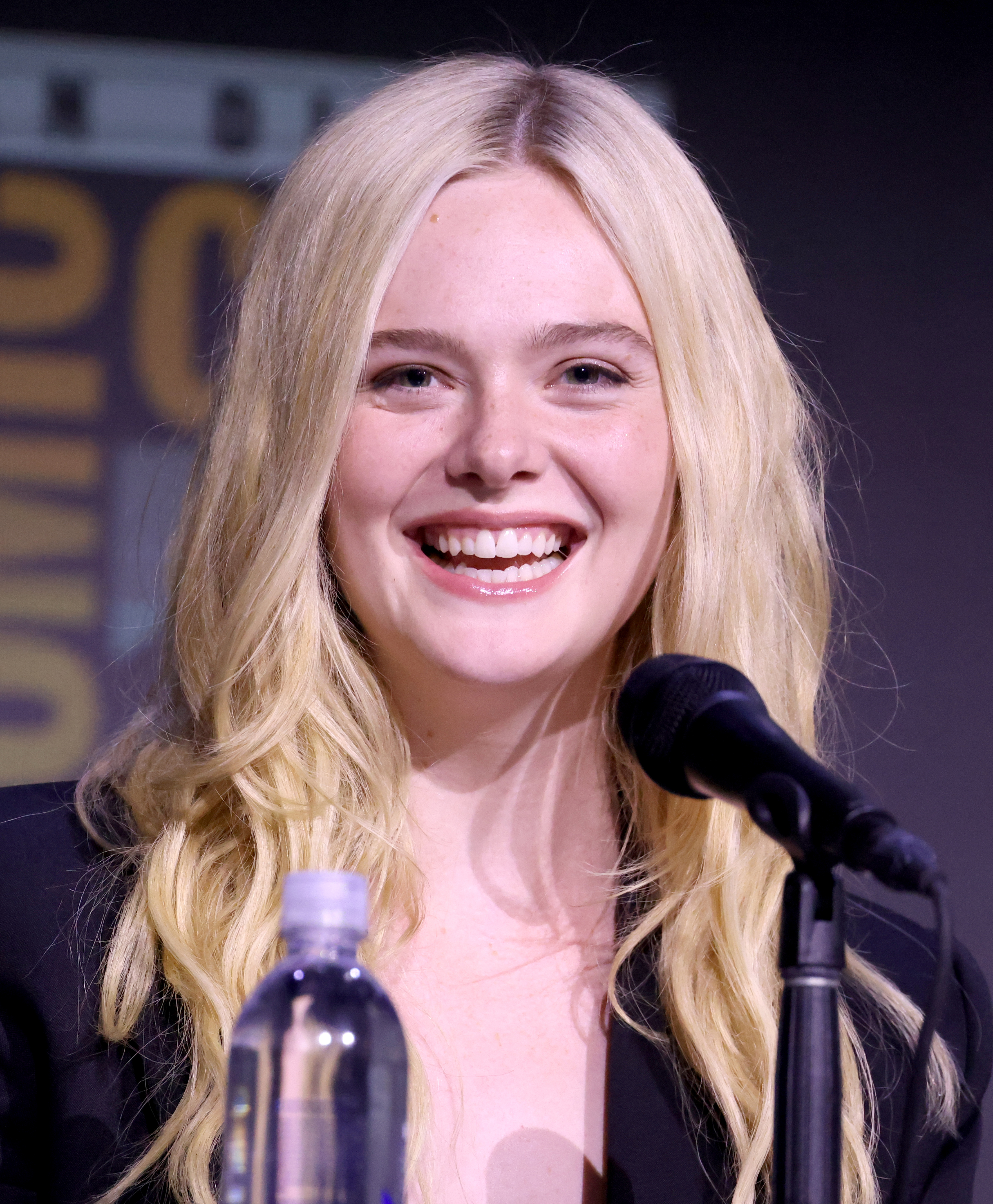
Elle Fanning (2025)

Mary Elle Fanning (* 9. April 1998 in Conyers, Georgia) ist eine US-amerikanische Schauspielerin.

## Privatleben
Elle Fanning ist die zweite Tochter von Heather Joy Fanning (geborene Arrington) und Steve J. Fanning, ihre ältere Schwester ist Dakota Fanning. Ihren Vornamen Mary erhielt sie vom Vater, den weiteren Vornamen Elle von ihrer Mutter. Wegen des anhaltenden Erfolgs ihrer Schwester bei Castings zog die Mutter mit den Geschwistern nach Los Angeles.

## Karriere
Sie begann mit kleinen Rollen in Filmen und Serien wie z. B. CSI: Miami, Dr. House, Criminal Minds, Für alle Fälle Amy und CSI: NY. Nach dem Umzug nach Los Angeles nahm schließlich auch Elle an Castings teil und bekam erste Filmrollen. Es folgten Filme wie Ich bin Sam (2001), Taken (2002), Der Kindergarten Daddy (2003) und Schweinchen Wilbur und seine Freunde (2006), in denen sie zumeist die jüngere Version ihrer älteren Schwester Dakota spielte.
In der Miniserie Das verschwundene Zimmer, die im Dezember 2006 in den USA ausgestrahlt wurde, spielte sie die Rolle der Anna Miller. In Kinofilmen war sie in Babel sowie in Déjà Vu – Wettlauf gegen die Zeit zu sehen. 2008 spielte sie in Der seltsame Fall des Benjamin Button erneut an der Seite von Cate Blanchett und Brad Pitt. 2007 erhielt sie ihre erste Hauptrolle als Phoebe Lichten in dem Film Phoebe im Wunderland von Daniel Barnz. 2008 wollte sie mit ihrer Schwester Dakota zusammen das Geschwisterpaar in Beim Leben meiner Schwester spielen, angeblich wollte Dakota sich jedoch nicht die Haare abrasieren. 2009 spielte Fanning die Hauptrolle in dem 3D-Fantasyfilm Der Nussknacker, für die sie eine Nominierung als beste Hauptdarstellerin bei den Young Artist Awards 2011 erhielt.
2010 wirkte sie an der Seite von Stephen Dorff als dessen Tochter Cleo in Sofia Coppolas Film Somewhere mit. 2011 kam der Film Super 8 von J. J. Abrams, in dem sie als Alice Dainard eine der Hauptrollen spielte, in die Kinos. Der Film bekam überwiegend positive Kritiken und brachte Fanning unter anderem eine Nominierung bei den Young Artist Awards 2012 als Beste Hauptdarstellerin und eine als Beste Nachwuchsschauspielerin für den Saturn Award ein. 2014 wirkte sie als Aurora im Fantasyfilm Maleficent – Die dunkle Fee neben Angelina Jolie mit. Weitere Film- und Fernsehrollen folgten, so die Hauptrolle in der Serie The Great von 2020 bis 2023. Ihr Schaffen umfasst mehr als 60 Produktionen.
2017 wurde sie in die Academy of Motion Picture Arts and Sciences aufgenommen, die jährlich die Oscars vergibt.
2019 wurde Fanning in die Wettbewerbsjury des 72. Filmfestivals von Cannes berufen.

## Filmografie
- 2001: Ich bin Sam (I am Sam)
- 2002: Taken (Miniserie)
- 2003: Der Kindergarten Daddy (Daddy Day Care)
- 2004: The Door in the Floor – Die Tür der Versuchung (The Door in the Floor)
- 2005: Winn-Dixie – Mein zotteliger Freund (Because of Winn-Dixie)
- 2006: Dr. House (Episode 2x11)
- 2006: Mein Nachbar Totoro (My Neighbor Totoro, Stimme von Mei)
- 2006: Schweinchen Wilbur und seine Freunde (Charlotte’s Web)
- 2006: Babel
- 2006: Déjà Vu – Wettlauf gegen die Zeit (Déjà Vu)
- 2006: Das verschwundene Zimmer (The Lost Room)
- 2006–2007: Criminal Minds (Fernsehserie)
- 2006: Law & Order: Special Victims Unit (Fernsehserie)
- 2007: Ein einziger Augenblick (Reservation Road)
- 2007: The Nines – Dein Leben ist nur ein Spiel (The Nines)
- 2007: Day 73 with Sarah
- 2007: Dirty Sexy Money (Fernsehserie, Episode 1x01)
- 2008: Phoebe im Wunderland (Phoebe in Wonderland)
- 2008: Der seltsame Fall des Benjamin Button (The Curious Case of Benjamin Button)
- 2009: Der Nussknacker (The Nutcracker in 3D)
- 2010: Somewhere
- 2011: Super 8
- 2011: Wir kaufen einen Zoo (We Bought a Zoo)
- 2011: Twixt – Virginias Geheimnis (Twixt)
- 2012: Ginger & Rosa
- 2014: Young Ones
- 2014: Low Down
- 2014: Maleficent – Die dunkle Fee (Maleficent)
- 2014: Die Boxtrolls (The Boxtrolls, Stimme von Winnie Portley-Rind)
- 2015: Trumbo
- 2015: Alle Farben des Lebens (About Ray)
- 2016: The Neon Demon
- 2016: Jahrhundertfrauen (20th Century Women)
- 2016: Ballerina (Stimme von Felicie)
- 2016: Live by Night
- 2017: Sidney Hall
- 2017: How to Talk to Girls at Parties
- 2017: Die Verführten (The Beguiled)
- 2017: Mary Shelley
- 2018: I Think We’re Alone Now
- 2018: Galveston – Die Hölle ist ein Paradies (Galveston)
- 2018: Teen Spirit
- 2019: A Rainy Day in New York
- 2019: Maleficent: Mächte der Finsternis (Maleficent: Mistress of Evil)
- 2020: Wege des Lebens – The Roads Not Taken (The Roads Not Taken)
- 2020: All die verdammt perfekten Tage (All the Bright Places)
- 2020–2023: The Great (Fernsehserie)
- 2021: No Activity (Fernsehserie, Episode 4x03, Stimme von Madison)
- 2021: Robot Chicken (Fernsehserie, Episode 11x09, Stimme von Sarah)
- 2022: The Girl from Plainville (Fernsehserie)
- 2024: Like A Complete Unknown (A Complete Unknown)
- 2025: Sentimental Value

## Videospiel-Synchronisation
- 2025: Death Stranding 2: On the Beach

## Auszeichnungen
Golden Globe Award
- 2021: Nominierung als Beste Serien – Hauptdarstellerin Komödie/Musical für The Great
- 2022: Nominierung als Beste Serien – Hauptdarstellerin Komödie/Musical für The Great
- 2024: Nominierung als Beste Serien – Hauptdarstellerin Komödie/Musical für The Great

Primetime Emmy Award
- 2022: Nominierung als Beste Hauptdarstellerin in einer Comedyserie für The Great

Seoul International Drama Awards
- 2021: Auszeichnung als Beste Schauspielerin für The Great[5]